# Kulp
Kulp (zazaisch Pasor, kurdisch Pasûr) ist eine Stadt im gleichnamigen Landkreis der türkischen Provinz Diyarbakır und gleichzeitig ein Stadtbezirk der 1993 geschaffenen Büyükşehir belediyesi Diyarbakır (Großstadtgemeinde/Metropolprovinz). Kulp liegt im Nordosten der Provinz und grenzt an die Provinzen Batman, Bingöl und Muş. Laut dem Stadtlogo mit dem Schmetterling erhielt Kulp im Jahr 1930 den Status eine Belediye (Gemeinde).
Ende 2020 lag Kulp mit 35.449 Einwohnern auf dem 11. Platz der bevölkerungsreichsten Landkreise in der Provinz Diyarbakır. Die Bevölkerungsdichte liegt mit 24 Einwohnern je Quadratkilometer unter dem Provinzdurchschnitt (118 Einwohner je km²) und ist die zweitniedrigste aller Landkreise.

## Politik
2014 wurde Metin Dinar zum Bürgermeister von Kulp gewählt. Sadiye Süer Baran fungierte als Co-Bürgermeisterin. Am 27. Dezember 2016 wurde Baran festgenommen und am 5. Januar 2017 in Untersuchungshaft genommen. Ihr wurde die Mitgliedschaft in einer illegalen Organisation zur Last gelegt. In Kulp wurde Bürgermeister Dinar Ende Januar 2017 abgesetzt und mit dem Kaymakam des Landkreises Kulp, Fatih Gülgeroğlu, ein vom Innenminister bestellter kommissarischer Bürgermeister eingesetzt.
Am 2. September 2019 übernahm Mustafa Gözlet das Amt des Kaymakams (Landrats) und des Bürgermeisters.